# Kotzen (Lenggries)
Der Kotzen ist ein 1766 m ü. NN hoher Ausläufer des Stierjochs im Vorkarwendel im Landkreis Bad Tölz-Wolfratshausen, Bayern (Deutschland). 

## Geographische Lage
Der Kotzen befindet sich rund 2 km nördlich des Stierjochs (1908,4 m ü. NN)
im Dreieck zwischen Sylvensteinsee, Schafreuter und Lerchkogel, etwa 4,5 km südlich vom genannten Stausee.

## Kotzen-Runde
Die Kotzen-Runde ist ein Rundwanderweg, der über den Kotzen führt. Der Weg verläuft auf einer Brücke über die Dürrachklamm. Aus Sicherheitsgründen wurde sie im Frühjahr 2006 gesperrt und im Sommer 2006 abgebaut. Die Brücke wurde im Herbst 2006 wiederaufgebaut.
Für den Film Der Jäger von Fall (Verfilmung eines Romans von Ludwig Ganghofer) war diese Brücke in den 1970er-Jahren (wieder) errichtet worden.

## Gipfelkreuz
Das Gipfelkreuz des Kotzen wurde am 5. November 2017 abgesägt vorgefunden. Ähnliche Aktionen fanden in den vergangenen Jahren durch ein oder mehrere Unbekannte auch schon an anderen Gipfeln in der Gegend statt wie z. B. dem Schafreuter.